# Joola
Joola (pełna nazwa JOOLA Tischtennis GmbH) – niemiecki producent odzieży oraz specjalistycznego sprzętu do tenisa stołowego z siedzibą w Sibeldingen. Przedsiębiorstwo zostało założone w 1950. W ofercie firmy jest obuwie i odzież dla sportowców oraz deski, okładziny, stoły i roboty do gry w tenisa stołowego.
Zawodnicy i zawodniczki sponsorowani przez firmę
- Chen Weixing
- He Zhiwen
- Jörg Roßkopf
- Zoltan Fejér-Konnerth

Kluby sponsorowane przez firmę
- TTC Zugbrücke Grenzau
- Lombard BVSc Budapeszt
- ASD Tennistavolo 91 Este
- TT Reggio Emilia
- Hertha BSC

Kadry narodowe sponsorowane przez firmę
- Kadra narodowa i olimpijska mężczyzn i kobiet Grecji
- Kadra narodowa i olimpijska mężczyzn i kobiet Anglii
- Kadra narodowa i olimpijska kobiet i mężczyzn Kataru